# Галкина, Людмила Ивановна
Людми́ла Ива́новна Га́лкина (род. 20 января 1972 года, Саратов) — советская и российская прыгунья в длину, двукратная чемпионка мира, заслуженный мастер спорта России.

## Биография
Окончила Саратовский педагогический институт.
Первый тренер — Г. Пекишева (1982 год), затем — С. Хозяшева (с 1983 года). Выступала за спортивный клуб Вооруженных сил РФ. В сборной команде России с 1993 года. Заслуженный мастер спорта.
Победитель чемпионатов мира (1995, зима; 1997) и России (1995, 1997); бронзовый призёр чемпионата Европы (1998); четвёртое место на чемпионате мира (1999), победитель этапа Кубка мира (2001). Личный рекорд — 7,08.